# Lenapilaren
De Lenapilaren of Lenskië Stolby (Russisch: Ленские столбы, Jakoets: Өлүөнэ турууктара; Öluöne toeroektara) is een rotsformatie aan de oevers van de rivier de Lena in de oeloes Changalasski van de Russische autonome republiek Jakoetië. De Lenapilaren bevinden zich op 104 kilometer van de stad Pokrovsk en (over de rivier) ongeveer 190 kilometer van Jakoetsk.

## Rotsformatie
De Lenapilaren rijzen 40 tot 100 meter uit boven de oever van de rivier en strekken zich uit over vele kilometers langs de oevers van de Lena, waarvan de bedding hier diep door het Lenaplateau snijdt. Tussen de dorpen Petrovskoje en Tit-Ary bevindt zich de grootste concentratie pilaren. De rotsen bestaan geologisch gezien uit Cambrische kalksteen en vormen onderdeel van het Siberisch Kraton. De oorsprong van de rotsen waaruit later de Lena-pilaren zouden ontstaan, wordt door wetenschappers geplaatst in het Vroege Cambrium (560-540 miljoen jaar geleden). De Lena-pilaren zelf werden echter pas ongeveer 400 duizend jaar geleden gevormd. Het grondgebied van het Siberische Platform werd geleidelijk opgeheven, waardoor breuken ontstonden en diepe rivierdalen werden gevormd. Dit leidde tot karstprocessen die in combinatie met aanhoudende verwering als gevolg van erosie leidden tot deze bizarre grillig gevormde carbonaatgesteenten.

## Natuurpark
In 1994 werd een natuurpark opgericht rond de rotsen en sinds 2012 (na een mislukte poging in 2009) staat het op de UNESCO-Werelderfgoedlijst. Het natuurpark omvat 13.530 km² en bestaat uit twee delen; Stolby ("Pilaren") en Sinski. Het park werd vooral opgericht om het ecotoerisme in het gebied te stimuleren. Daartoe zijn door het parkbeheer een aantal tours door het gebied uitgezet.
Naast de bekende stenen pilaren heeft het park ook een aantal andere opmerkelijke elementen, zoals uitwaaierende toekoelanen (Jakoetse sikkelduinen) in de koude noordelijke zandwoestijn, een archeologische plek van de Diringcultuur (aan de monding van de beek Diring-Joerjach in de Lena) en ook zijn er resten van verdwenen diersoorten ontdekt, zoals de wolharige mammoet, de steppewisent en de wolharige neushoorn.

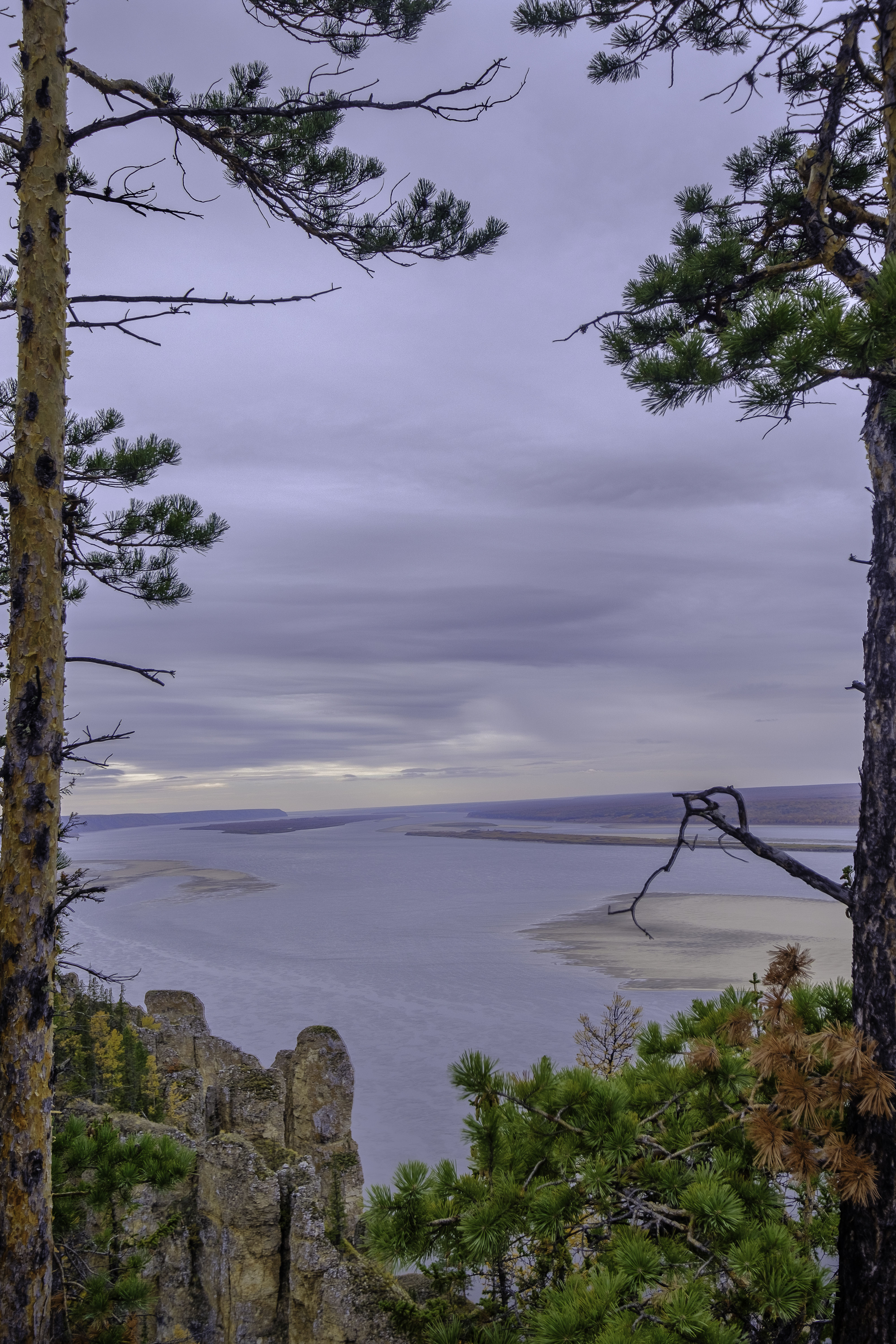
Gezicht vanaf de bovenzijde van de pilaren op de Lena
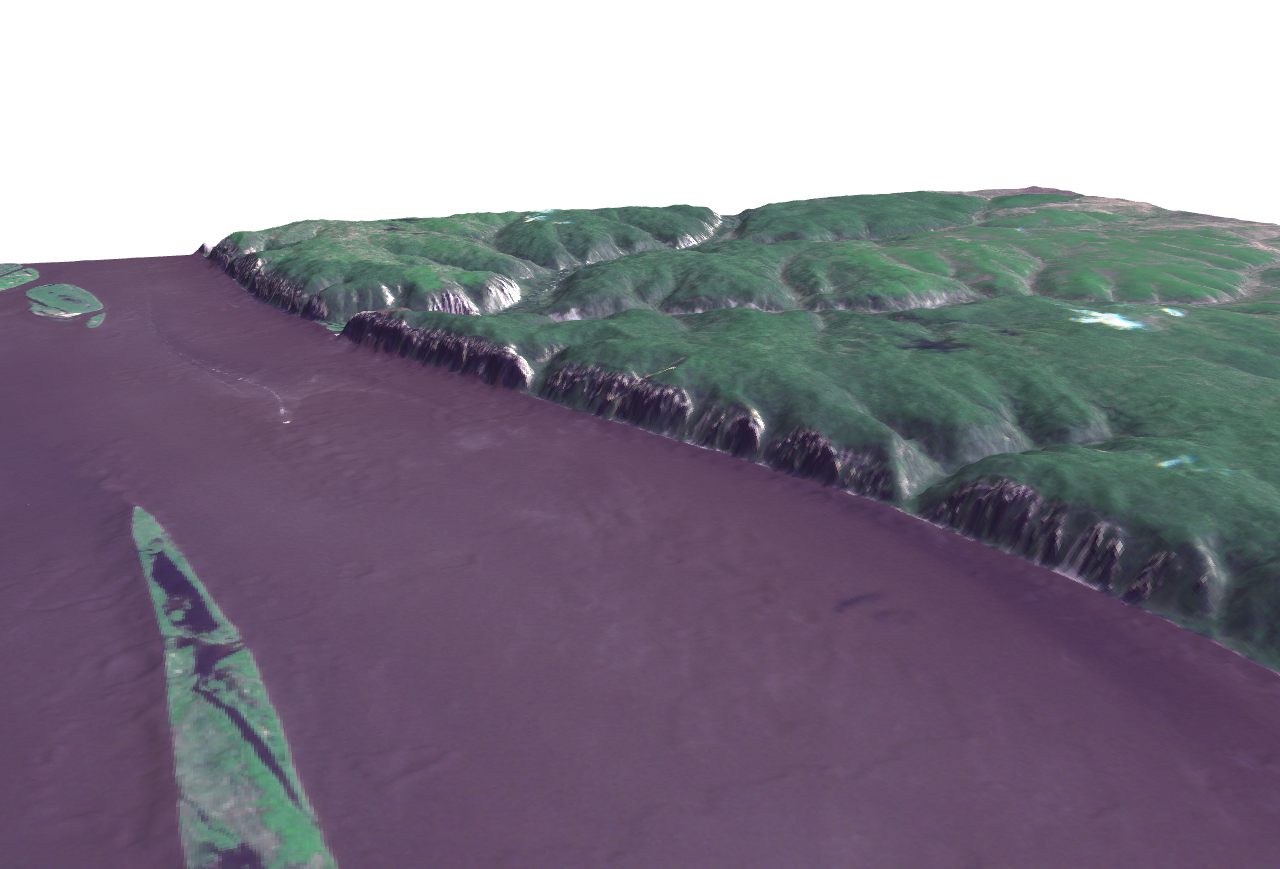
3D-model van de pilaren
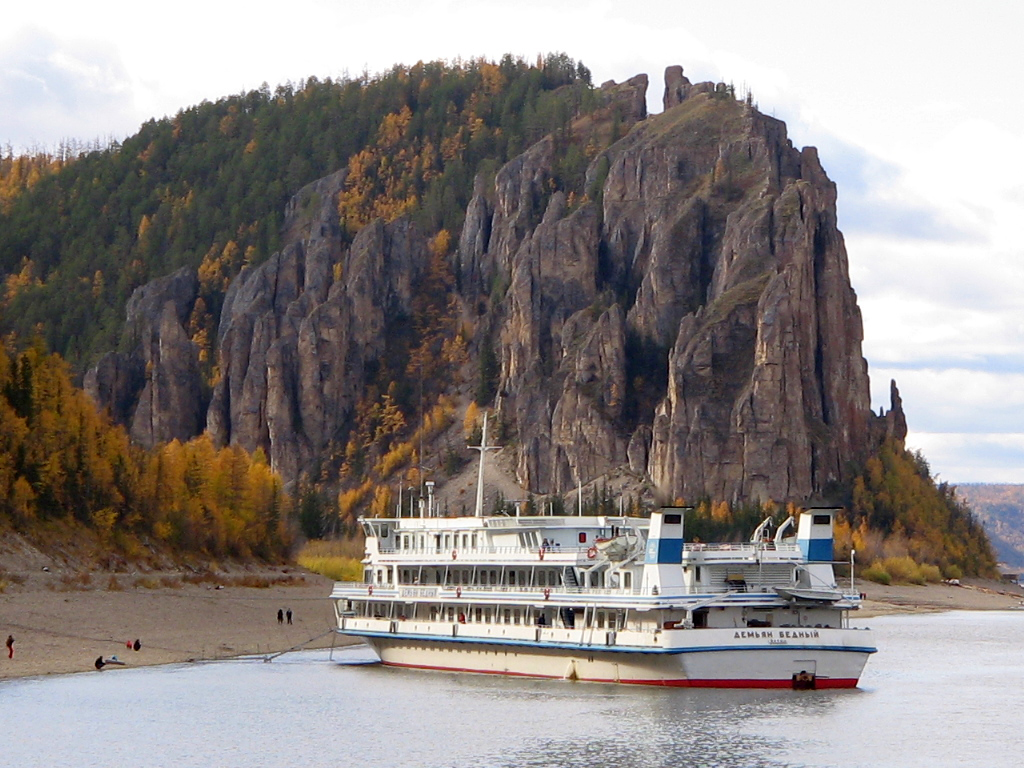
Riviercruiseboot Demjan Bedny vaart vanuit Jakoetsk op de Lenapilaren